# Parafia św. Mikołaja i Imienia Maryi w Bączalu Dolnym

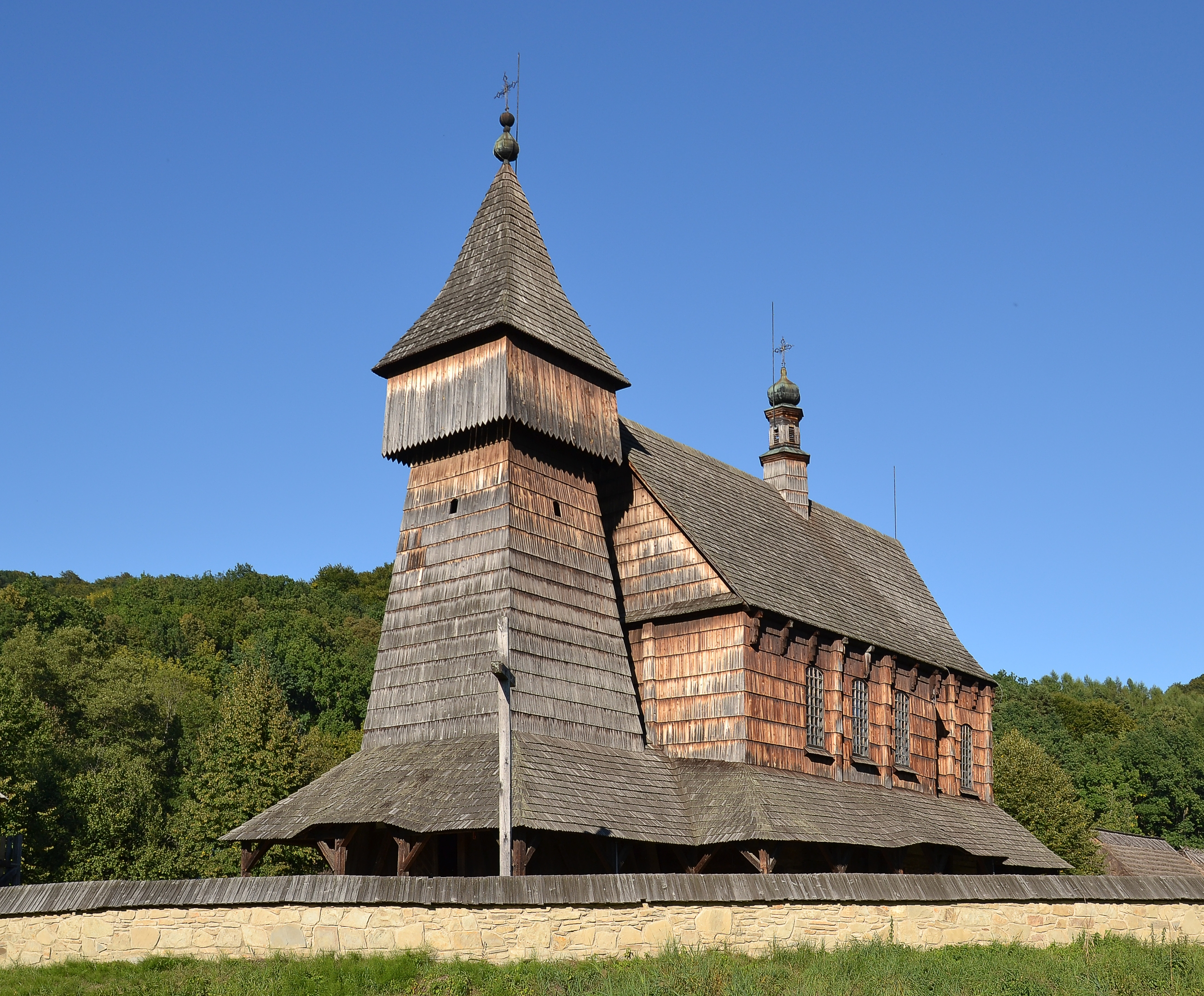
Kościół z Bączala Dolnego z 1667 r.

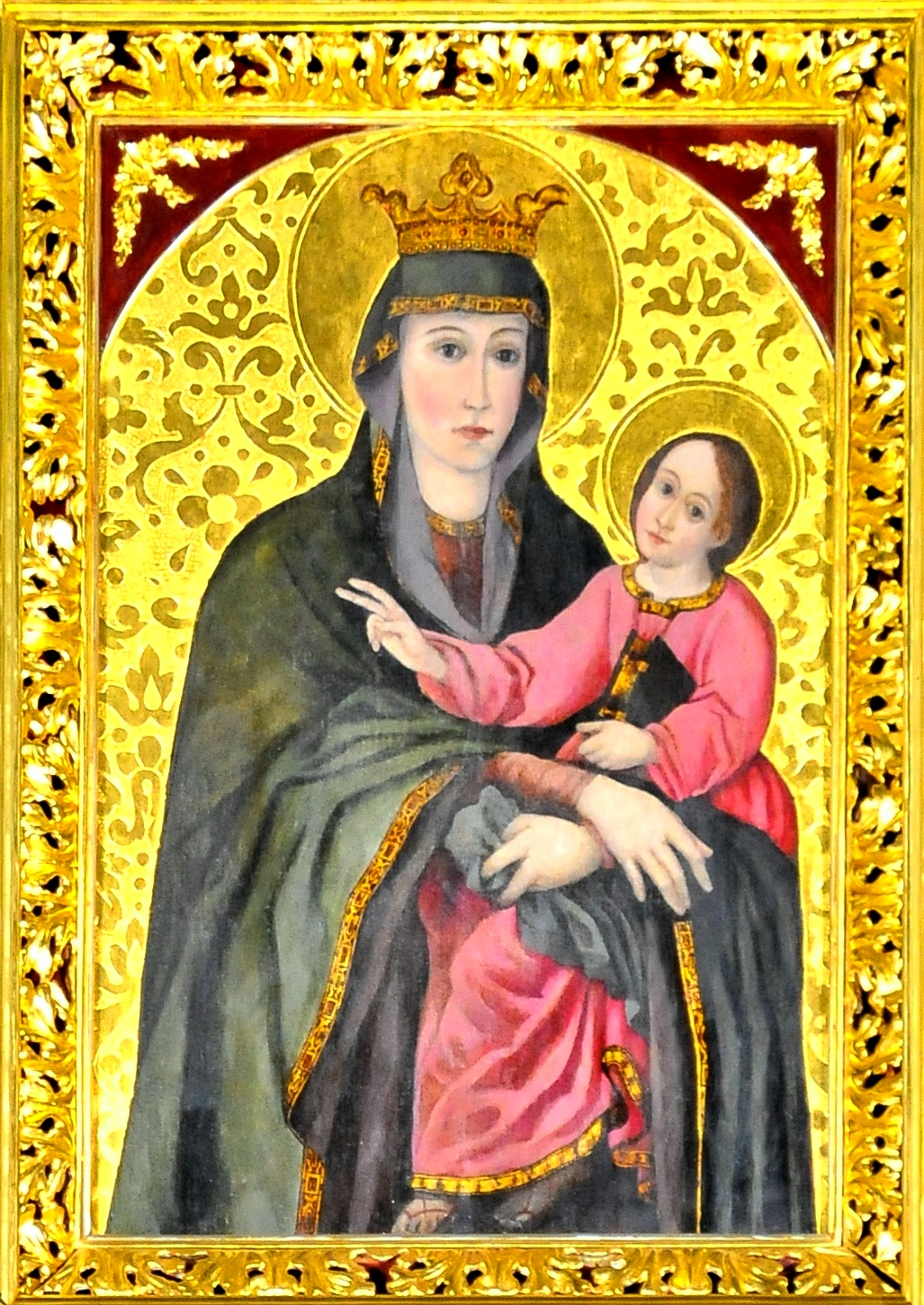
Obraz Matki Bożej Bączalskiej

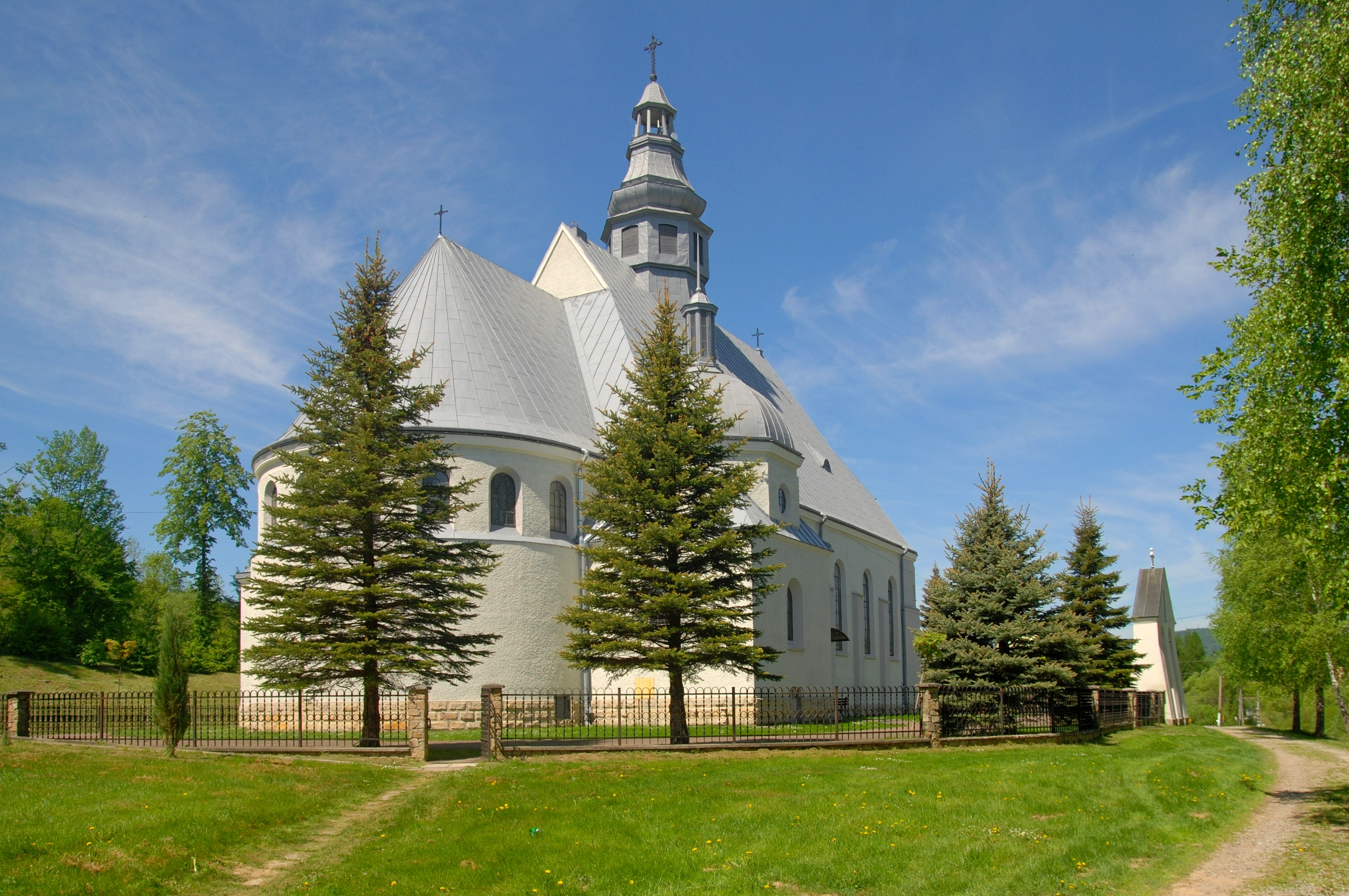
Widok na kościół parafialny od strony północno-wschodniej

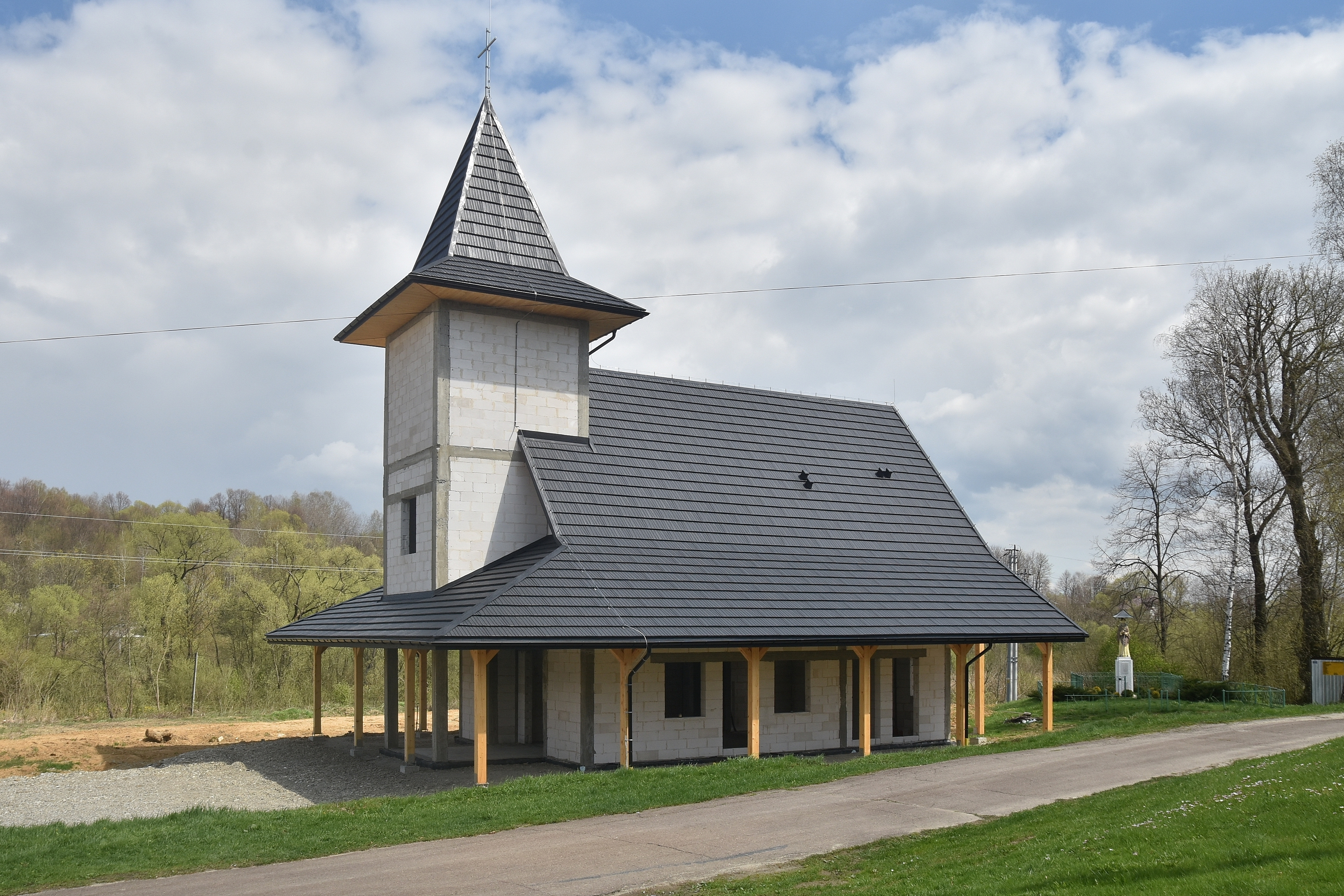
Kaplica

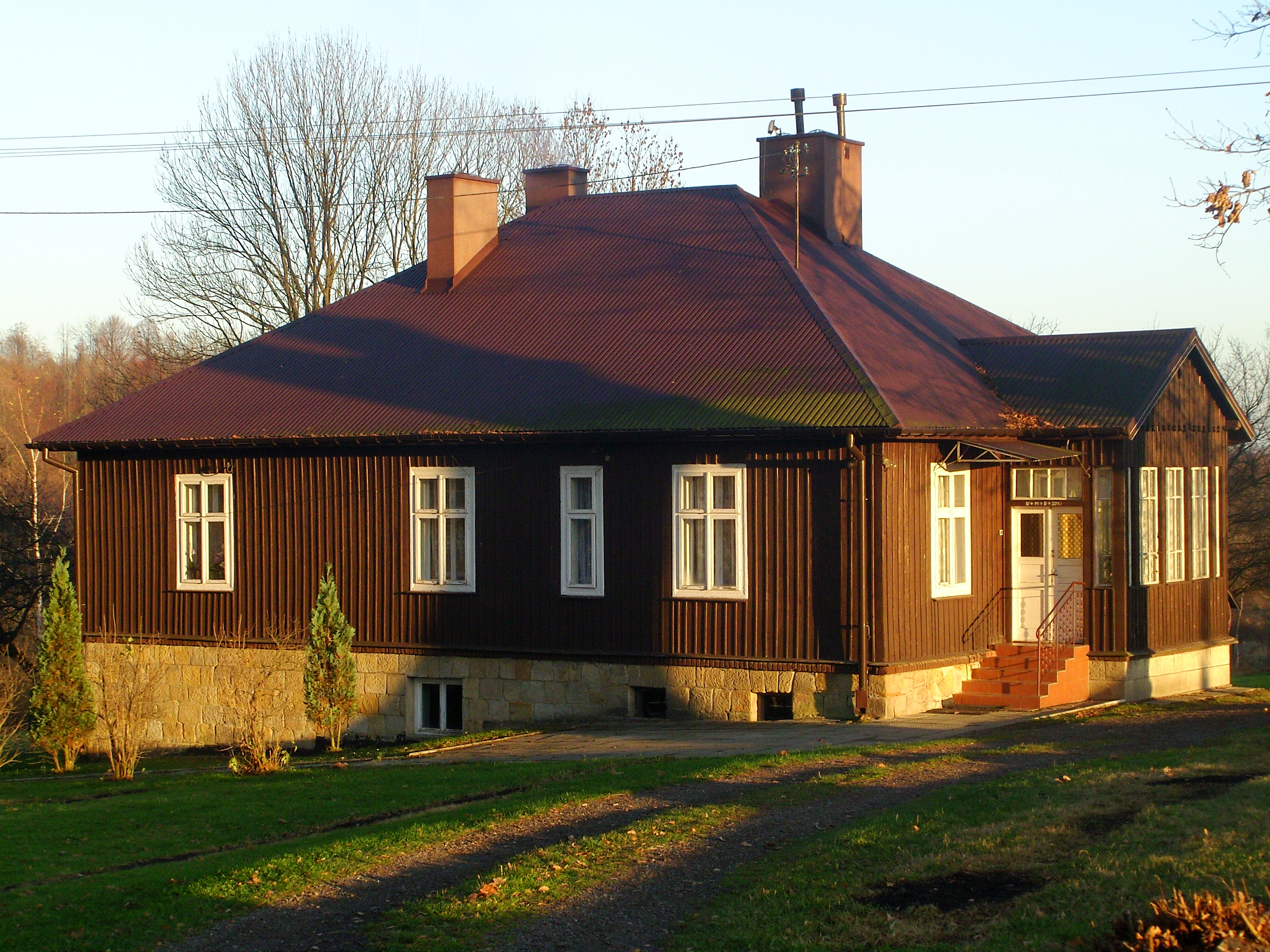
Drewniana plebania z 1923 roku

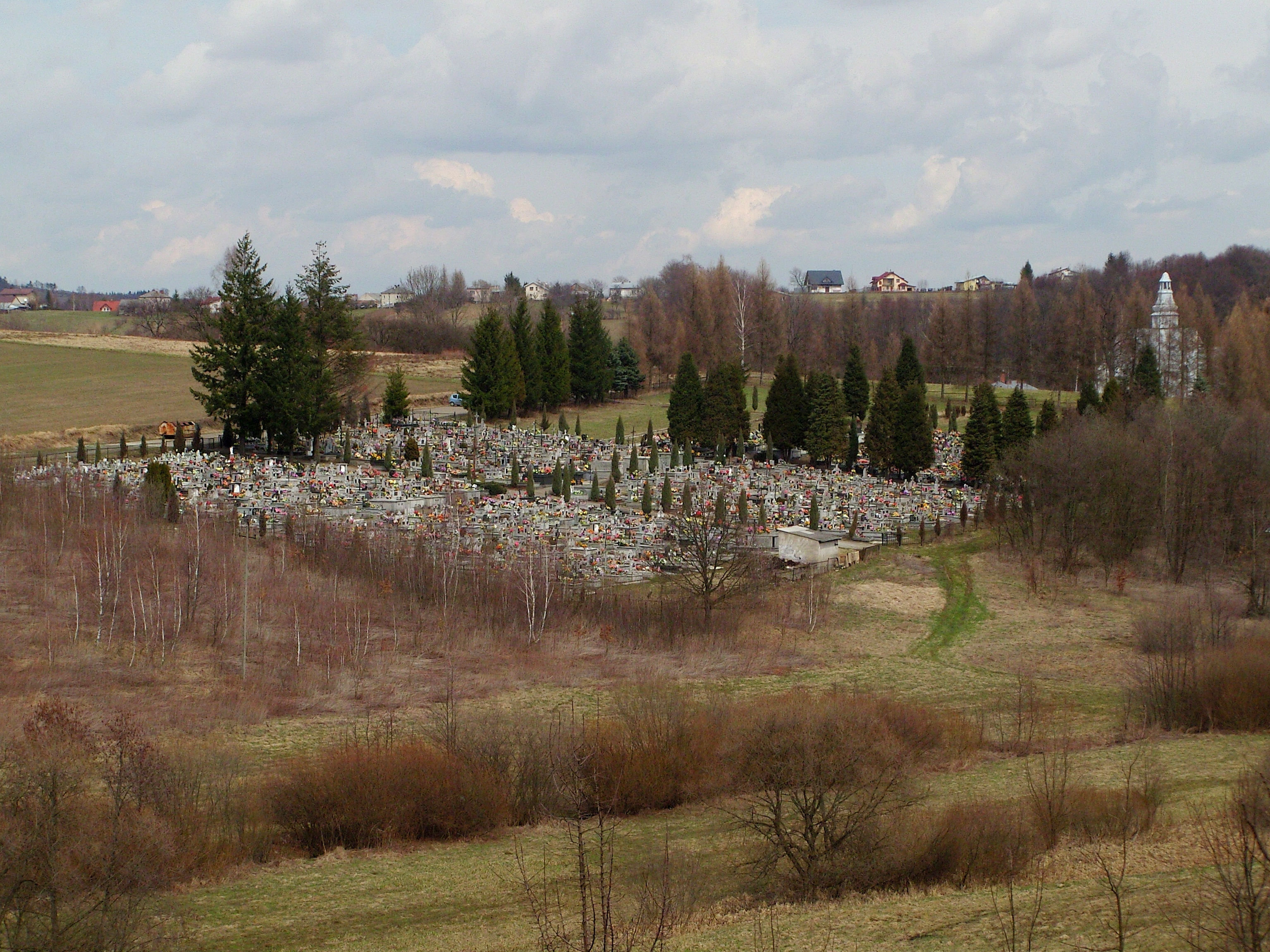
Nowy cmentarz parafialny

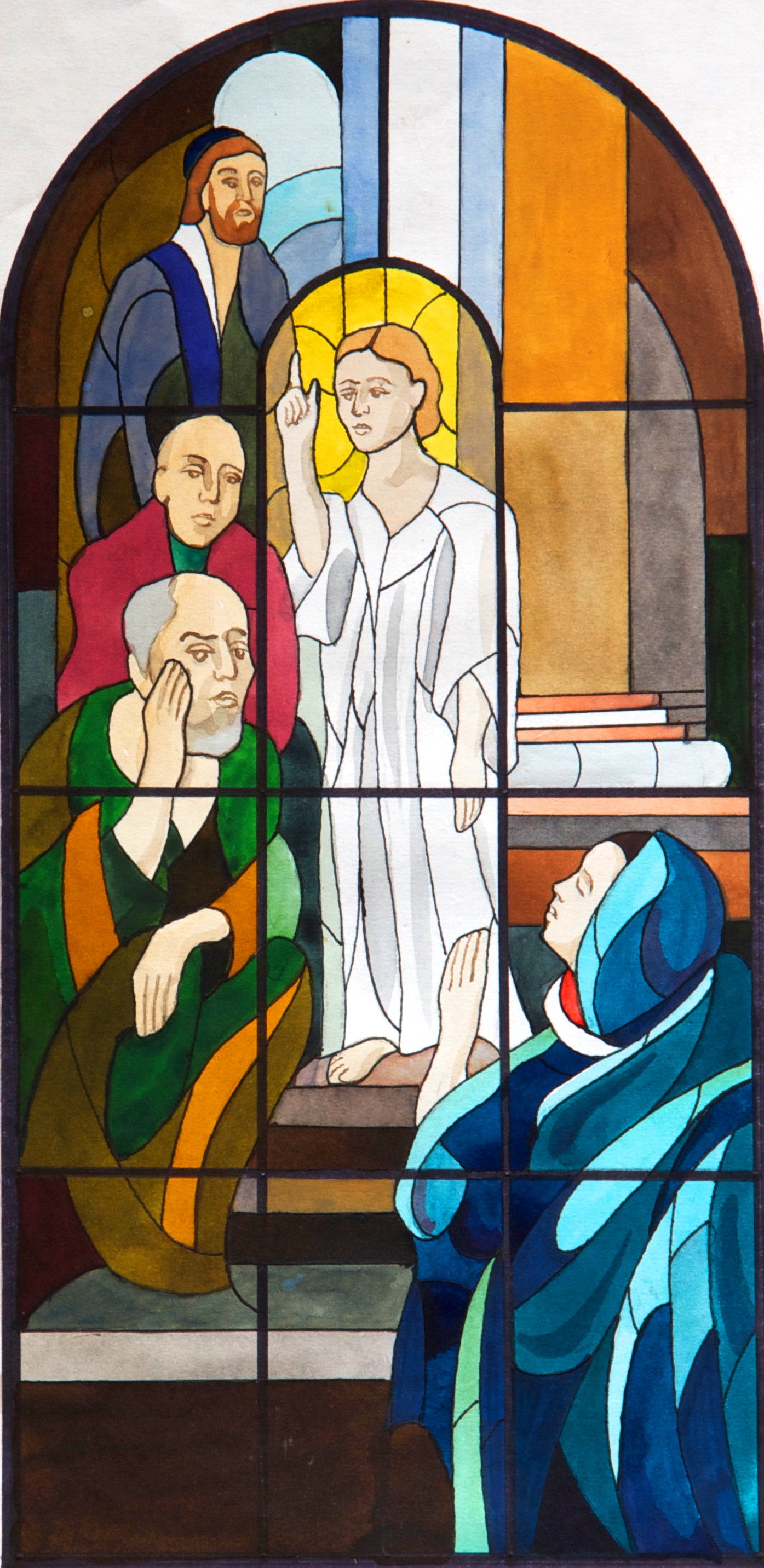
Jeden z licznych witraży kościoła parafialnego, proj. Zygmunt Czyż

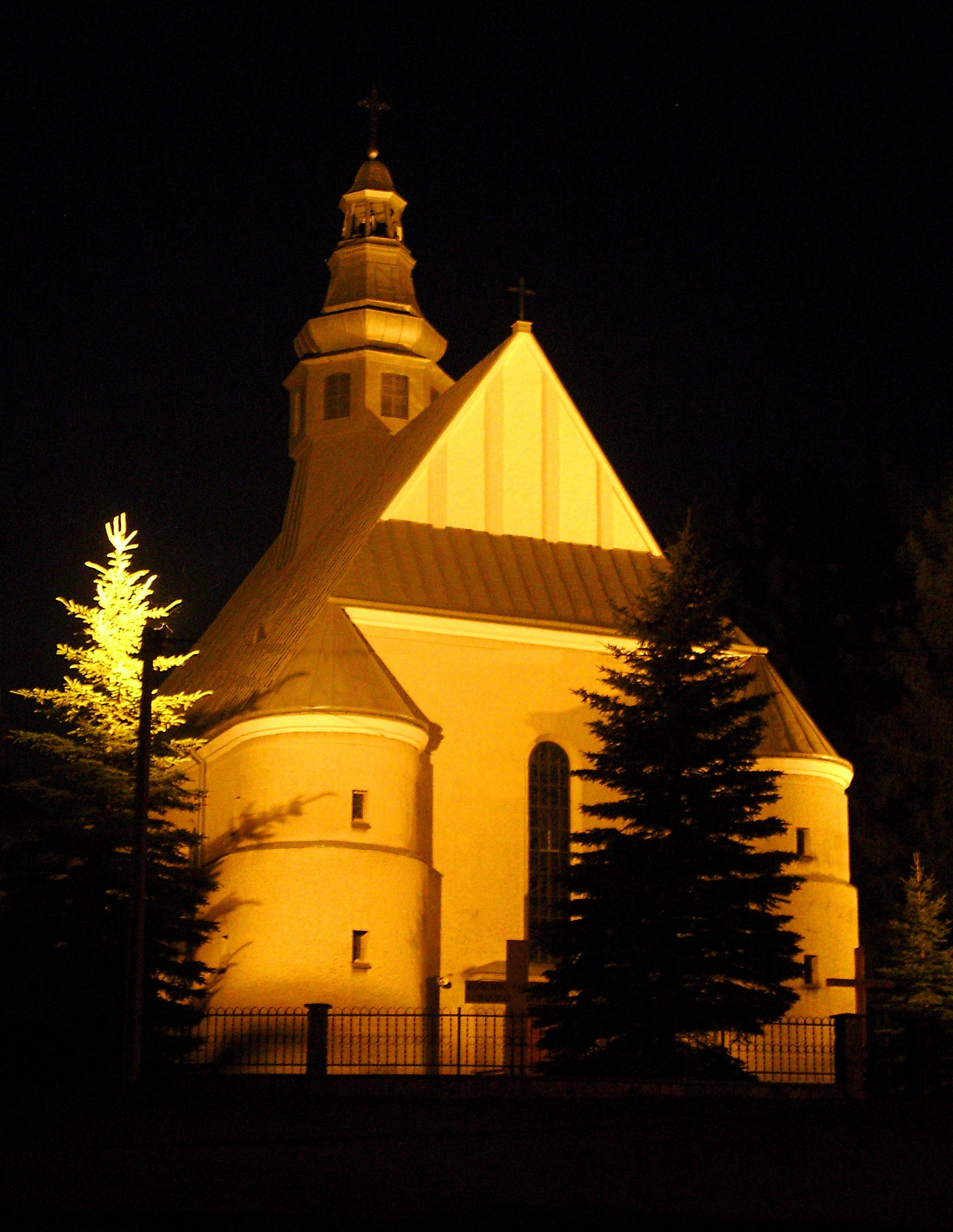
Nocna iluminacja kościoła parafialnego

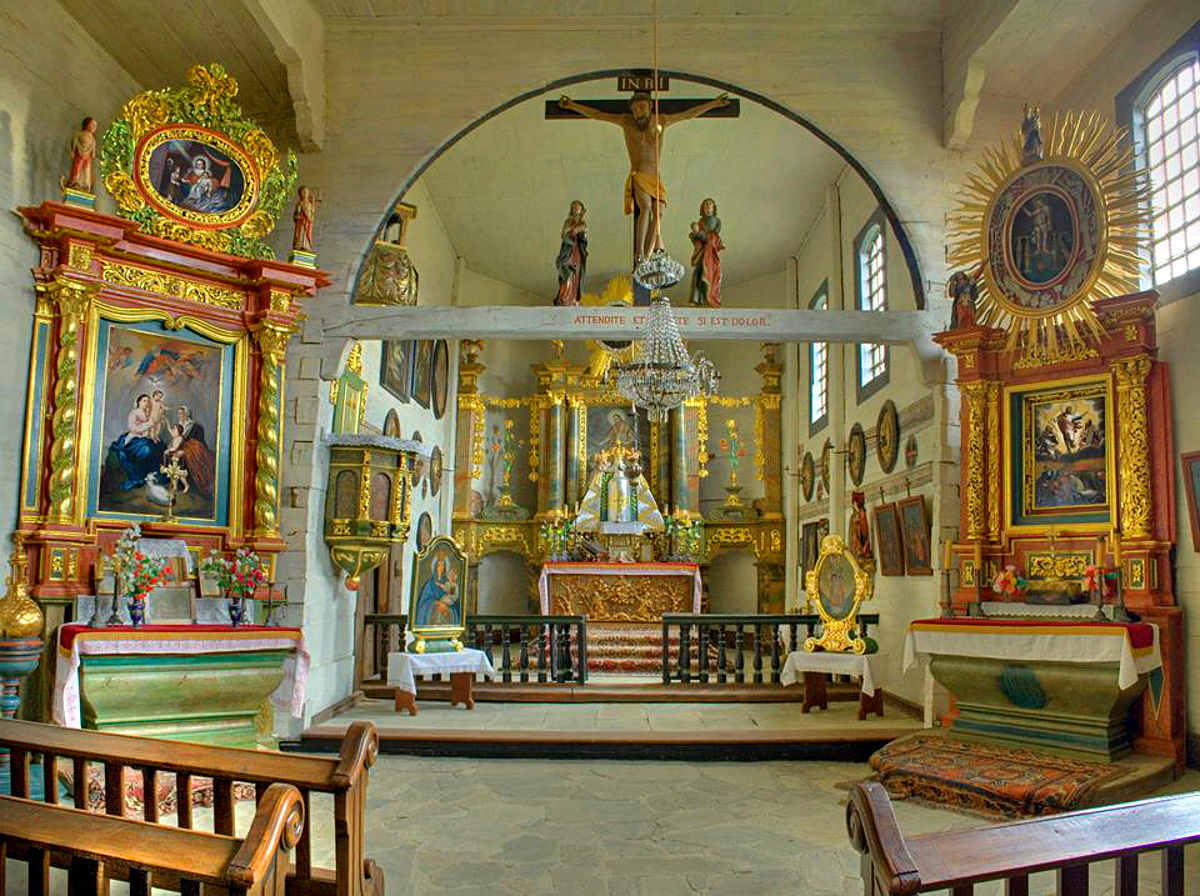
Wnętrze kościoła pw. św. Mikołaja – zabytek MBL w Sanoku

Parafia św. Mikołaja i Imienia Maryi w Bączalu Dolnym (łac. parochia Boncalensis) – parafia rzymskokatolicka znajdująca się w diecezji rzeszowskiej w dekanacie Jasło Zachód, erygowana w 1348 roku.
Świątynię parafialną stanowi:
- kościół Imienia Maryi w Bączalu Dolnym – proj. Eustachego Chmielewskiego, wyb. w stylu narodowym (1957–1959).

## Zasięg parafii
Do parafii należeli początkowo wierni z następujących wiosek: Bączal Dolny, Bączal Górny, Opacie, Lipnica Górna i Jabłonica, łącznie 2502 wiernych (stan na 1 marca 1924 r.) i 2344 wiernych (stan na 31 maja 1939 r.).
Dekretem z dnia 19 marca 2003 r. biskup rzeszowski Kazimierz Górny wydzielił z obszaru parafii dwie miejscowości Jabłonica i Lipnica Górna, tym samym tworząc nową parafię Najświętszej Maryi Panny Królowej w Jabłonicy. Pierwszym proboszczem w Jabłonicy został posługujący dotąd jako wikariusz w Bączalu Dolnym ks. Antoni Łagoda. Ponadto kilka domów z Bączala Górnego zostało włączonych do utworzonej w 2005 roku parafii Matki Bożej Królowej Polski w Lisowie.
Obecnie do parafii należą wierni z wiosek z dwóch gmin: Skołyszyn – Bączal Dolny i Bączal Górny oraz Jasło (wiejska) – Opacie.

## Historia

### Powstanie parafii
Choć pierwsza pisemna wzmianka o miejscowości Bączal Dolny zawarta w dokumencie nadania ziemi benedyktynom z Tyńca pochodzi już z 1124 roku, to należy uznać, że parafia rzymskokatolicka św. Mikołaja została erygowana w 1348, a wspomniana już w 1384 w Codex diplomaticus Poloniae quo continentur privilegia regum Poloniae i do obecnych czasów istniały tutaj trzy kościoły: jeden niewielki drewniany, modrzewiowy kościółek sprzed 1400 r. (wspominał o nim Jan Długosz) został doszczętnie zniszczony najprawdopodobniej w czasie Potopu Szwedzkiego, a drugi gotycki pw. św. Mikołaja, wybudowany bądź przebudowany w 1667, przetrwał do dziś i od 1975 roku stoi w Muzeum Budownictwa Ludowego w Sanoku.

### Budowa kościoła parafialnego
Obecny, obszerny kościół parafialny o układzie halowym lub pseudobazylikowym, nawiązujący stylowo do historyzującego polskiego stylu narodowego, zmierzającego w stronę ekspresjonistycznego modernizmu został wybudowany staraniem księdza prałata Stanisława Czernieca w latach 1957–1959 według wcześniejszego projektu realizowanego za kadencji ks. Floriana Zająca w latach II wojny światowej. Projekt kościoła opracował znany lwowski architekt – Eustachy Chmielewski.
Sklepienie kolebkowe w nawie głównej zdobią polichromie figuralne, malowidła na sklepieniach krzyżowych w nawach bocznych obrazują arma Christi, zaś filary wewnętrzne uwieczniają malowidła ornamentalne. Ponadto kościół zdobią liczne witraże obrazujące postacie świętych oraz sceny z życia i działalności Jezusa Chrystusa, wykonane w jednej z wrocławskich pracowni w latach 1993–1994 i poświęcone 21 kwietnia 1996 roku.

#### Konsekracja
W 1959 poświęcenia kościoła dokonał bp Wojciech Tomaka z Przemyśla. W roku Jubileuszowym Tysiąclecia Chrztu Polski (1966) świątynia została uroczyście konsekrowana przy udziale licznej rzeczy wiernych i duchowieństwa z całego dekanatu.

#### Obraz Matki Bożej Bączalskiej
W ołtarzu głównym mieści się łaskami słynący obraz Matki Bożej z Dzieciątkiem namalowany temperą na lipowej desce i datowany na lata 1620–1640 lub nawet w XVI wieku i pochodzący z wyposażenia poprzedniego kościoła. Autorstwo i pracownia wykonania obrazu pozostaje tajemnicą. Matka Boża przedstawiona jest w postawie stojącej w 3/4 postaci. Zamyślona postać Maryi ma wzrok skierowany w kierunku widza. Głowa i ramiona Matki Bożej przykryte są długim ciemnozielonym płaszczem (gr. maforion) będącym symbolem miłosierdzia, spod którego widać karmazynową suknię. Obie dłonie Maryi krzyżują się ze sobą obejmując Dzieciątko podtrzymywane na lewym ramieniu. W lewej dłoni Maryi widoczna jest zielona chusta (gr. mappula). Charakterystyczną cechą prezentacji Maryi jest układ rozchylonych palców jej dłoni. Maryja udekorowana jest koroną. Dzieciątko ubrane jest w długą czerwoną sukienkę (gr. chiton), spod której widnieją Jego bose stopy. Wzrok Dzieciątka skierowany jest na Maryję. Jego prawa rączka ze złączonymi dwoma palcami, które w tradycji bizantyjskiej symbolizują dwie natury Chrystusa – boską i ludzką uniesiona jest w geście błogosławieństwa, a lewa podtrzymuje zamkniętą księgę, odwróconą tyłem do obserwującego widza. Zarówno głowę Maryi jak i Dzieciątka Jezus zdobią koliste aureole – nimby.

### Kaplice dojazdowe
Ze względu na rozległość parafii w Jabłonicy wybudowano w 1972 r. prowizoryczną kaplicę. Po wielu kłopotach i przeszkodach ze strony władz, kaplica wraz z salą katechetyczną była gotowa w 1976 r. Po 2003 r. została rozebrana.
W 1981 r. również ze względów duszpasterskich wzniesiony został kościół filialny p/w. św. Michała Archanioła w Lipnicy Górnej, w budowę którego czynnie zaangażował się ówczesny wikariusz ks. Tadeusz Wawryszko. Poświęcił go w 1983 r. biskup Ignacy Tokarczuk w asyście ks. Jana Kulpy. Obecnie stoi na terenie parafii NMP Królowej w Jabłonicy.

### Siedziba ruchu oporu i epizod z rodziną Bartmińskich
Podczas II wojny światowej oraz w pierwszych latach powojennych plebania w Bączalu Dolnym była ważnym punktem ruchu oporu, gdzie ówczesny proboszcz ks. Florian Zając dawał schronienie potrzebującym, m.in. bratu abp Jerzego Ablewicza – księdzu Adamowi Ablewiczowi – wikariuszowi jasielskiemu i ks. Stanisławowi Bałukowi – proboszczowi w Bieżdziedzy, organizował narady z kierownictwem ruchu oporu (m.in. z ppłk. Władysławem Owocem czy kpt. Józefem Drelichowskim) oraz tajne nauczanie dzieci i młodzieży. Dolne pomieszczenia wykorzystywane były również przez żołnierzy hitlerowskich. Osoba ks. Floriana Zająca i jego życie są pierwowzorem postaci ks. Bernarda Grochowskiego z serialu telewizyjnego Plebania. Swoje pierwsze lata życia spędzili tutaj siostrzeńcy ks. Zająca:
- Stanisław Bartmiński (kanonik jarosławski, pisarz),
- Marian Bartmiński (brydżysta),
- Maria Klimowicz (działaczka społeczna, lekarz stomatolog),
- Jerzy Bartmiński (profesor, językoznawca i slawista).

### Księża rodacy
W 1708 roku na terenie parafii urodził się ks. Antoni Duchnowski – kanonik inflancki i proboszcz połaniecki.
Parafia jest miejscem urodzenia ojca Berarda Bulsiewicza (1837–1896) – bernardyna, wybitnego lwowskiego kaznodziei, działacza patriotycznego i polonijnego, wydawcy, kapelana powstania styczniowego, a także ks. Mariana Szarka – kanonika.
W 1907 roku w Bączalu Górnym wchodzącym w skład parafii przyszedł na świat Sługa Boży Kościoła katolickiego ks. Stanisław Kołodziej – męczennik za wiarę, więzień obozów koncentracyjnych Auschwitz i Dachau, proboszcz w Kobylanach.

### Muzealia i dzieła sztuki
Z parafii pochodzi najstarsza figura sakralna w diecezji rzeszowskiej i jednocześnie jeden z najstarszych przykładów wczesnogotyckiej plastyki przenośnej na ziemiach polskich – Madonna z Dzieciątkiem z około 1340 roku, najpewniej dzieło Mistrza Madonny z Michle, obecnie znajduje się w kościele parafialnym w pobliskiej Jabłonicy. Tam też znajduje się barokowy krucyfiks z początku XVIII wieku ofiarowany w 1977 przez ks. Stanisława Czernieca i XIX-wieczna drewniana figurka Matki Bożej o cechach ludowych, uważana za cudowną. Kolejne XV-wieczne Piękne Madonny znajdują się w ekspozycji Muzeum Archidiecezjalnego w Przemyślu. Ponadto cenny feretron z kręgu weneckiego malarza Tomasza Dolabellego wykonany w 1698 roku znajduje się zbiorach Muzeum Diecezjalnego w Rzeszowie.
W okresie świąteczno-noworocznym w kościele parafialnym wystawiana jest szopka bożonarodzeniowa autorstwa cenionego rzeźbiarza i twórcy ludowego z regionu Podkarpacia – Karola Breja (1927–2015).

## Plebania w Bączalu Dolnym, a serial telewizyjny Plebania
W 1923 roku za rządów ks. Pawła Matuszewskiego wzniesiono drewniany, oszalowany budynek plebanii na wysokiej kamiennej podmurówce nawiązujący wyglądem do staropolskiego dworu szlacheckiego.
Budynek był zamieszkiwany przez co najmniej dwie osoby będące później uosobieniami postaci w popularnym serialu telewizyjnym Plebania, a mianowicie przez ks. Floriana Zająca, proboszcza w Bączalu Dolnym w latach 1939–1948, który stał się pierwowzorem postaci ks. Bernarda Grochowskiego oraz jego siostrzeńca ks. Stanisława Bartmińskiego, proboszcza w Krasiczynie – serialowego ks. Antoniego Wójtowicza z Tulczyna; głównego bohatera serialu.

## Przynależność administracyjna
- od założenia do 1786 – diecezja krakowska (1609 rok – dekanat biecki, wcześniej dekanat jasielski)
- w latach 1786–1805 – diecezja tarnowska
- w latach 1805–1992 – diecezja przemyska
- od 1992 – diecezja rzeszowska

## Cmentarze

### Parafialne
Na terenie parafii znajdują się dwa cmentarze parafialne: tzw. stary, zabytkowy – malowniczo ulokowany pod koniec XVIII w. (najpewniej w roku 1786) na wzgórzu, który był czynny przez ponad 150 lat i Nowy Cmentarz o powierzchni blisko 2 hektarów, założony w roku 1952. Przed osiemnastowieczną lokacją cmentarza, która była zgodna z nakazami ówczesnego prawa austriackiego sprzed 1790 roku zmarłych grzebano na byłym placu kościelnym, w granicach ogrodzenia kościelnego.

### Choleryczny
Ponadto w parafii znajduje się miejsce przeznaczone do masowych pochówków okolicznej ludności zmarłej w trakcie epidemii cholery, która kilkukrotnie dziesiątkowała mieszkańców, głównie w XIX wieku: zawleczona przez powracających z walk powstańczych do swoich domów powstańców listopadowych i styczniowych.

### Wojenne
Poza cmentarzami należącymi do parafii z racji zaciętych walk w czasie bitwy pod Gorlicami, której front przechodził przez okolicę – na porośniętym lasem wzgórzu Babis ulokowany jest cmentarz wojenny nr 27 z I wojny światowej oraz na pograniczu Bączala Górnego i Jabłonicy – Cmentarz wojenny nr 28 (przysiółek Nowiny).
Obie nekropolie wojenne zostały zaprojektowane i wzniesione w latach 1916–1917. Opiekę nad żołnierskimi miejscami pochówku z okresu I wojny światowej sprawują uczniowie gimnazjum przy Zespole Szkół Publicznych w Bączalu Dolnym.

## Proboszczowie
Lista księży pełniących urząd proboszcza (głównie w ostatnich 150 latach):
- ks. Piotr z Bączala (1396)
- ks. Symeon Sierakowski (~1655)
- ks. Franciszek Bodzianski (ur. 1719), wyświęcony na kapłana w 1745 roku
- ks. Walenty Kobierski (~1771) – kanonik kolegiaty bobowskiej, notariusz apostolski
- ks. Antoni Dobrzański, proboszcz w latach 1831–1853, zm. 1873
- ks. Paweł Kretowicz, zm. 1875
- ks. kanonik Teofil Biesiadzki, proboszcz w latach 1875–1918, zm. 1926
- ks. Paweł Matuszewski, proboszcz w latach 1918–1939, zm. 1939
- ks. Florian Zając, proboszcz w latach 1939–1948, zm. 1980
- ks. prałat Stanisław Czerniec, administrator 1948–1950, proboszcz w latach 1950–1981, zm. 1986
- ks. kanonik Wiesław Willer, proboszcz w latach 1981–2014
- ks. kanonik dr Krzysztof Wymazała, proboszcz w latach 2014–2016
- ks. Piotr Sałek, proboszcz od 2016

## Wspólnoty parafialne
- Rada duszpasterska
- Grupa Młodzieżowa
- Liturgiczna Służba Ołtarza
- Oddział parafialny Akcji Katolickiej
- Róże Żywego Różańca
- Zespół Caritas